# Saint Maurice Étusson
Saint Maurice Étusson ist eine französische Gemeinde im Département Deux-Sèvres in der Region Nouvelle-Aquitaine. Sie gehört zum Kanton Mauléon im Arrondissement Bressuire. Sie entstand als Commune nouvelle mit Wirkung vom 1. Januar 2016, indem die bisherigen Gemeinden Saint-Maurice-la-Fougereuse und Étusson zusammengelegt wurden. 

## Gliederung
| Ortsteil                                      | ehemaliger INSEE-Code | Fläche (km²) | Einwohnerzahl (2016) |
| --------------------------------------------- | --------------------- | ------------ | -------------------- |
| Étusson                                       | 79113                 | 20,97        | 333                  |
| Saint-Maurice-la-Fougereuse (Verwaltungssitz) | 79280                 | 35,84        | 543                  |

## Geographie
Nachbargemeinden sind Saint-Paul-du-Bois und Lys-Haut-Layon im Norden, Cléré-sur-Layon im Nordosten, Genneton und Argentonnay mit Le Breuil-sous-Argenton und Argenton-les-Vallées im Osten, Voulmentin mit Saint-Clémentin und Nueil-les-Aubiers im Süden sowie Les Cerqueux und Somloire im Westen.